# Erik Per Sullivan
Erik Per Sullivan (Worcester, Massachusetts; 12 de julio de 1991) es un exactor estadounidense-sueco, reconocido por interpretar a Dewey en la serie Malcolm in the Middle, y también por dar voz a Sheldon, el caballito de mar en la película animada Buscando a Nemo. Desde 2010 vive alejado de las cámaras.

## Biografía
Sullivan nació el 12 de julio de 1991 en Worcester, Massachusetts, como único hijo de Fred y Ann Sullivan. Su madre nació en Suecia y se naturalizó ciudadana estadounidense en 2007.
Sullivan habla sueco con fluidez y su familia visita Suecia casi cada año. A temprana edad, empezó a estudiar piano y saxofón. A los nueve años obtuvo un cinturón negro en taekwondo.
Sullivan estudió en la Mount Saint Charles Academy en Woonsocket, Rhode Island, y posteriormente en la Phillips Exeter Academy. Estudió en la USC Universidad del Sur de California del 2009 al 2010.

## Carrera
Su carrera inició en 1999 en la película The Cider House Rules en el papel del niño huérfano Fuzzy Stone. En 2001 hizo del personaje Joe Dirt de niño en la película del mismo nombre. Otro de sus papeles incluye al principal personaje, un niño, en la película de horror Escalofrío. En 2002 interpretó al único niño en la película Unfaithful. 
Uno de sus personajes más recordados es el de Dewey en la serie de la cadena FOX Malcolm in the Middle. 
En 2003 prestó su voz para la película Buscando a Nemo, para el personaje de Sheldon, el caballito de mar. En 2004 interpretó al personaje de Spike en la comedia Christmas with the Kranks.
En 2005, junto con Jane Kaczmarek, coescribió el libro infantil llamado Together, el cual muestra la importancia del ganado en el mundo, y que fue inspirado por la misión de la organización benéfica Heifer International. 
En 2007 protagonizó la película independiente Mo.
Desde 2010 está alejado de las cámaras de televisión, cine y otros medios.

## Filmografía
| Cine       | Cine                      | Cine            | Cine                          |
| Año        | Título                    | Personaje       | Notas                         |
| ---------- | ------------------------- | --------------- | ----------------------------- |
| 2010       | Twelve                    | Tommy           |                               |
| 2007       | Mo                        | Mo              | Protagonista                  |
| 2006       | Arthur y los Minimoys     | Bebé Bug/Mino   | Doblaje                       |
| 2006       | Once Not Far from Home    | Pequeño chico   |                               |
| 2004       | Christmas with the Kranks | Spike Frohmeyer |                               |
| 2003       | Buscando a Nemo           | Sheldon         | Voz                           |
| 2002       | Unfaithful                | Charlie Sumner  |                               |
| 2001       | Joe Dirt                  | Joe Dirt (niño) |                               |
| 2001       | Escalofrío                | Miles           |                               |
| 1999       | The Cider House Rules     | Fuzzy           |                               |
| 1998       | Armageddon                | Niño            | Sin acreditar                 |
| Televisión |                           |                 |                               |
| Año        | Título                    | Personaje       | Notas                         |
| 2000-2006  | Malcolm in the Middle     | Dewey           |                               |
| 2002       | The King of Queens        | Joven Arthur    | Episodio: "Shrink Wrap"       |
| 2001       | Black of Life             | Jimmy           | Episodio: "Better to Pretend" |
| 2000       | Wonderland                | Tucker Banger   | Episodio: "Pilot"             |

## Premios y nominaciones

### Teen Choice Awards
| Año  | Trabajo nominado                           | Categoría          | Resultado |
| ---- | ------------------------------------------ | ------------------ | --------- |
| 2003 | Malcom in the Middle (serie de televisión) | Choice TV Sidekick | Ganador   |
| 2002 | Malcom in the Middle (serie de televisión) | Choice TV Sidekick | Ganador   |
| 2001 | Malcom in the Middle (serie de televisión) | Choice TV Sidekick | Ganador   |

### YoungStar Awards
| Año  | Trabajo nominado                            | Categoría                   | Resultado |
| ---- | ------------------------------------------- | --------------------------- | --------- |
| 2000 | Malcolm in the Middle (serie de televisión) | Mejor reparto - Televisión* | Ganador   |

- (*) Compartido con Frankie Muniz, Justin Berfield, Craig Lamar Traylor y Christopher Masterson